# St. Georg und Katharina (Traunstein)

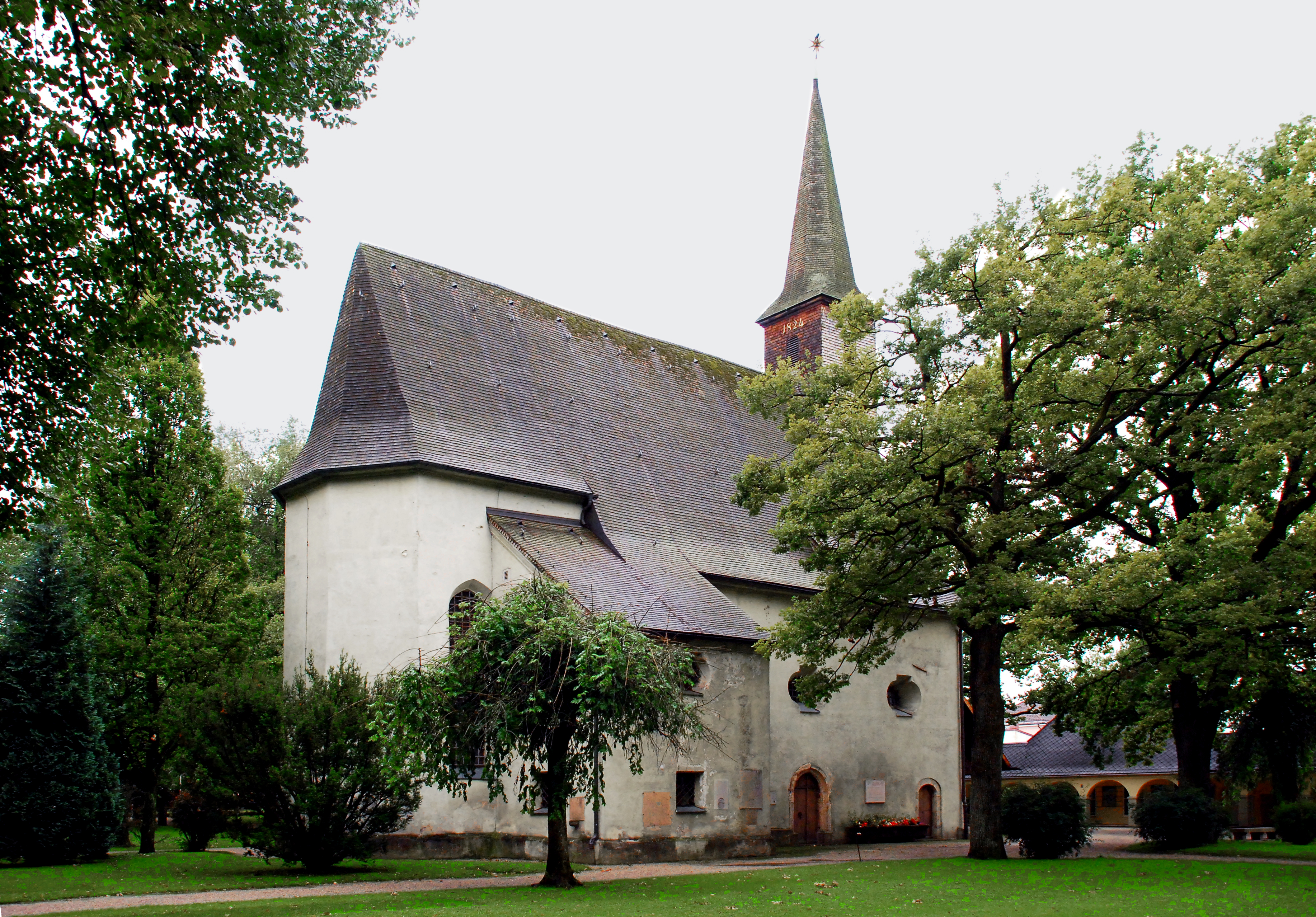
St. Georg und Katharina in Traunstein

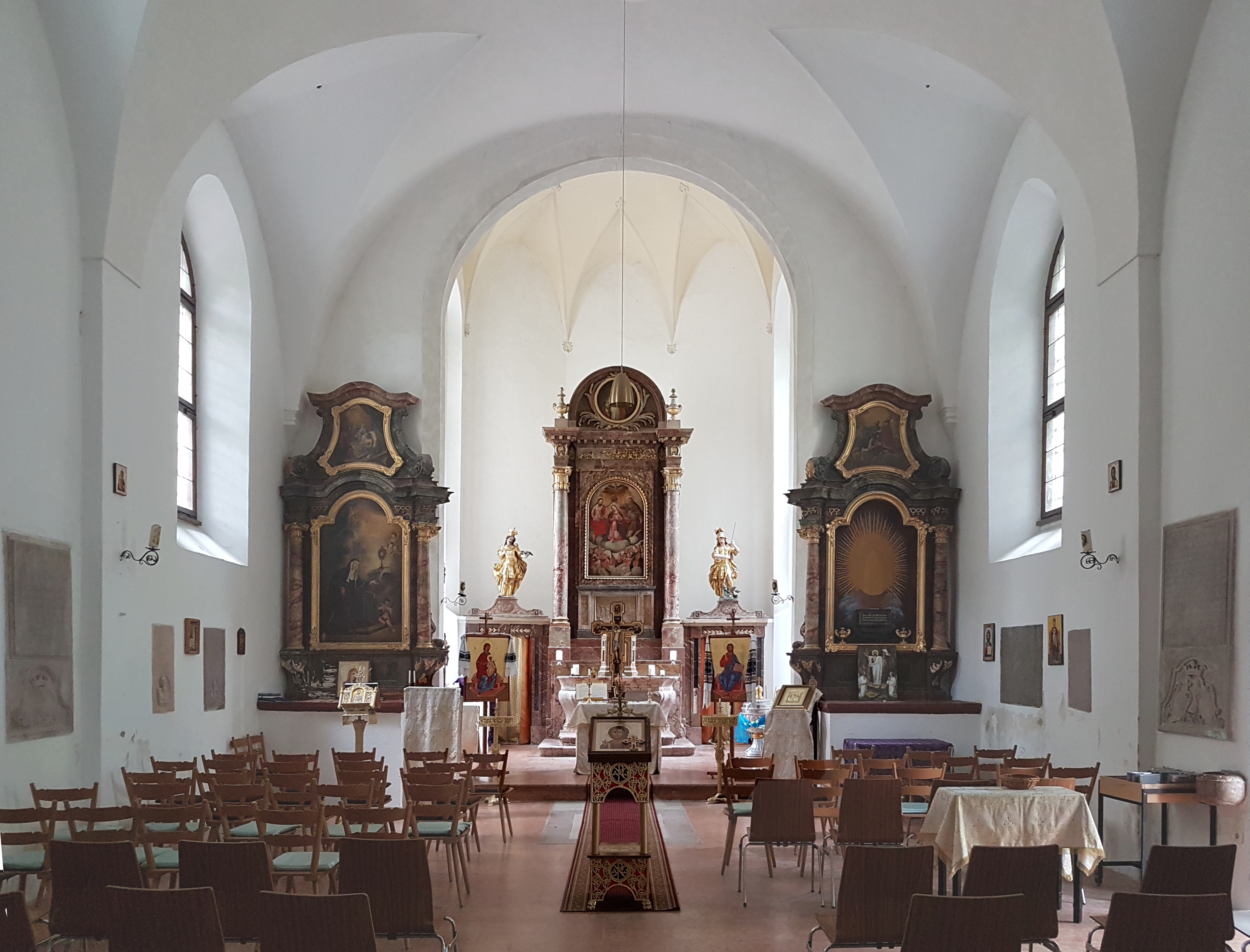
Innenraum

Die römisch-katholische Friedhofskirche  St. Georg und Katharina steht auf dem ehemaligen Friedhof von Traunstein im gleichnamigen Landkreis in Oberbayern. Die Kirche ist in der Liste der Baudenkmäler in Traunstein unter der Nummer D-1-89-155-4 eingetragen. Sie gehört zum Dekanat Traunstein im Erzbistum München und Freising. 

## Beschreibung
Die 1639 gebaute Friedhofskirche ist seit 1922 Kriegerdenkmal. Sie besteht aus dem Langhaus zu drei Jochen, dem eingezogenen, dreiseitig geschlossenen Chor im Osten und einem Dachreiter, der sich auf dem Satteldach des Langhauses im Westen erhebt. In den Turm wurden um 1640 zwei Glocken einer alten Kapelle überführt, von denen eine aus dem Jahr 1509 erhalten ist und als ältestes „Klanginstrument“ Traunsteins gilt; sie wiegt etwa 135 kg. Die zweite Glocke wurde 1659 gegossen; sie ist etwa 170 kg schwer. Das Langhaus ist mit einem Stichkappengewölbe überspannt. 
Der Hochaltar stammt aus dem Kloster Herrenchiemsee. Das Gemälde aus dem 17. Jahrhundert im Altarblatt zeigt die Krönung des Gottesmutter Maria im Himmel, links neben ihr Jesus und rechts Gottvater, über ihr der Heilige Geist in Gestalt der Taube. Im Altarauszug ist die heiligen Katharina von Blättern und Ähren umrahmt dargestellt. Die Beschreibung des nur noch schwer zu erkennenden Reliefs in der Predella als Taufe des heiligen Georg, die in einer Veröffentlichung zu lesen ist, scheint zweifelhaft. Über den Durchgängen an den Seiten des Altars stehen Figuren des heiligen Ludwig von Toulouse und des heiligen Georg.
In einem Gemälde von Johann Baptist Neumüller ist im linken Seitenaltar die heilige Klara dargestellt. Auf dem rechten Seitenaltar steht statt eines Gemäldes eine Marienstatue mit textilem Gewand vor einem flammenden Strahlenhintergrund.